# 腰卜水库
腰卜水库是中国辽宁省抚顺市抚顺县境内的一座水库，位于浑河支流社河上，建于1960年。水库正常库容为1220万立方米，集雨面积为139平方千米，海拔为111米。